# Obština Strelča
Obština Strelča (bulharsky Община Стрелча) je bulharská jednotka územní samosprávy v Pazardžické oblasti. Leží ve středním Bulharsku na jižních svazích Sredné gory. Správním střediskem je město Strelča, kromě něj obština zahrnuje 4 vesnice. Žije zde přes 4 tisíce stálých obyvatel.

## Sídla
Všechna sídla v obštině jsou samosprávná.
| - Blatnica - Ďulevo - Smilec | - Strelča (sídlo správy) - Svoboda |

## Sousední obštiny
| Růžice kompasu |              | Koprivštica     |            | Růžice kompasu |
| Růžice kompasu | Panagjurište | Sever           | Chisarja   | Růžice kompasu |
| Růžice kompasu | Panagjurište | Obština Strelča | Chisarja   | Růžice kompasu |
| Růžice kompasu | Panagjurište | Jih             | Chisarja   | Růžice kompasu |
| Růžice kompasu |              | Pazardžik       | Săedinenie | Růžice kompasu |

## Obyvatelstvo
V obštině žije 4 395 stálých obyvatel a včetně přechodně hlášených obyvatel 4 995. Podle sčítáni 1. února 2011 bylo národnostní složení následující:
- Bulhaři: 3 638 (92.1 %)
- Romové: 287 (7.3 %)
- Turci: 6 (0.2 %)
- ostatní: 21 (0.5 %)